# Machlyès
Les Machlyès (grec ancien : Μάχλυες ; trans. Makhlyes), sont une tribu antique libyenne (berbère) qui occupait la région du lac Triton, dans le sud de l'actuelle Tunisie[source insuffisante]. Leur nom dérive des mots grecs makhlês et makhlos, signifiant « avide » ou « obscène ».
D'après Hérodote, leurs jeunes femmes réalisaient des batailles rituelles avec des bâtons et des pierres, chaque année, avec les femmes du peuple voisin des Auséens. Pline l'Ancien, peut-être inspiré par les pratiques martiales de leurs femmes, prétendait qu'ils étaient hermaphrodites, avec une moitié masculine et une moitié féminine.
Les Machlyès subsistaient encore en Tunisie sous le nom de Maghraouas, une tribu berbère zénète, présente dans la région du Kef ou encore d'Amdoun.